# سیارک ۸۰۶۲
سیارک ۸۰۶۲ (به انگلیسی: 8062 Okhotsymskij، نامگذاری:1977EZ) هشت هزار و شصت و دومین سیارک کشف شده‌است که در ۱۳ مارس ۱۹۷۷ کشف شد.
قدر مطلق سیارک برابر ۱۲٫۶۰ است.